# Guerrieri della strada
(presentazione della serie)

Guerrieri della Strada (Freeway Warrior) è una serie di 4 librogame scritti da Joe Dever e ambientati negli Stati Uniti sconvolti da una devastante esplosione nucleare. Un gruppo di sopravvissuti deve viaggiare dal Texas alla California, più sicura e quasi risparmiata dalla catastrofe. Pubblicati in lingua originale dal 1988 al 1990 dalla Beaver Books, sono stati pubblicati integralmente in Italia dalla Edizioni EL tra il 1990 e il 1991.
Il lettore interpreta Mark Phoenix (Cal Phoenix in originale), un giovane sopravvissuto che deve aiutare il convoglio a raggiungere la meta sfuggendo alla carenza di cibo, alle malattie e soprattutto alle terribili bande di motociclisti. Per farlo non ha a disposizione nessun potere soprannaturale, visto che l'ambientazione è realistica e non fantasy, ma può servirsi di armi da fuoco, veicoli a motore di ogni tipo e delle proprie abilità.

## Sistema di gioco
Il sistema è simile a quello usato dallo stesso autore per Lupo Solitario, il protagonista è descritto da un valore di combattività e uno di resistenza e da 5 abilità (guida, mira, orientamento, agilità, intelligenza) con livello base 3 e punti aggiuntivi da distribuire, possiede inoltre uno zaino per portare gli oggetti, un numero di armi massimo trasportabile (2 da corpo a corpo, 3 da fuoco). Inoltre dispone di una borraccia con le razioni d'acqua, una cassetta del pronto soccorso che permette di recuperare punti di resistenza e una cartucciera per i proiettili. Portare molti oggetti riduce il punteggio di agilità.
Come in Lupo Solitario l'elemento casuale è gestito mediante una  tabella del destino. Il sistema di combattimento corpo a corpo è identico a quello di Lupo Solitario, ma a questo si aggiunge un sistema per il combattimento con le armi da fuoco, queste sono distinte per tipo (pistola, mitra, carabina, fucile a pompa), con proiettili e modalità di fuoco diversi (es. il mitra spara 6 colpi da 9 mm ad ogni raffica, mentre la carabina spara un colpo singolo da 7,62 mm). L'equipaggiamento iniziale consiste in una scelta di oggetti da una lista, esattamente come accade in Lupo Solitario.

## Lista dei libri
La serie è composta dai seguenti libri:
1. Viaggio disperato (Highway Holocaust, 1988), tr. Saulo Bianco, 1990.
È la prima parte del viaggio. Il gruppo deve raggiungere un'altra comunità di sopravvissuti a Big Spring.
2. Agguato in montagna (Slaughter Mountain Run, 1988), tr. Saulo Bianco, 1990.
Il convoglio si mette in viaggio verso El Paso nonostante sia braccato dalle bande di motociclisti, mentre Mark Phoenix deve liberare la giovane Kate dalle grinfie del loro capo Mad Dog Michigan.
3. La zona omega (The Omega Zone, 1989),     Laura Pelaschiar (McCourt), 1990.
Il viaggio verso Tucson deve proseguire, ma i motociclisti assediano El Paso. Mark, insieme a un gruppo di soldati, deve impedire che Mad Dog faccia saltare il forte in cui sono asserragliati i sopravvissuti e garantire una via di fuga al convoglio.
4. Verso la California (California Countdown, 1989), tr. Saulo Bianco, 1991.
L'ultima tappa del viaggio, dove alle consuete insidie si aggiunge una misteriosa epidemia, che rischia anche di uccidere l'amata Kate.